# Балуан
Балуан (англ. Baluan) — остров в Тихом океане в составе островов Адмиралтейства. Является территорией государства Папуа — Новая Гвинея. Административно входит в состав провинции Манус региона Айлендс.

## География
Остров Балуан является самым южным островов в составе архипелага Адмиралтейства. Находится примерно в 38 км к юго-востоку от острова Манус. Ближайшие острова — Пам, который находится в 4 км от Балуана, а также Лоу, расположенный в 10 км к северу.
По форме Балуан имеет овальную форму, при этом максимальная длина острова превышает 5 км. С точки зрения геологии, остров представляет собой потухший вулкан периода плейстоцена, высота которого достигает 254 м. В центре вулкана Балуан расположен обширный кратер овальной формы, размер которого составляет 0,5 км на 1 км. В отличие от соседних островов, на Балуане в ходе вулканических извержений извергалась преимущественно базальтовая, а не риолитовая горная порода.
Почвы острова очень плодородные, ввиду чего местная флора отличается большим разнообразием, а сам остров покрыт густыми тропическими лесами. В прибрежных районах отмечена геотермальная активность.

## История
Европейским первооткрывателем островов Адмиралтейства, в состав которых входит остров Балуан, считается голландский путешественник Виллем Схаутен, который заметил острова в 1616 году. В 1884 году Балуан стал частью германского протектората в Океании. В 1914 году Балуан перешёл под управление австралийцев, и с 1921 года острова Адмиралтейства находились в управлении Австралии в качестве мандата Лиги наций, а после Второй мировой войны — ООН. С 1975 года Балуан является частью независимого государства Папуа — Новая Гвинея.

## Население
Местные жители исповедуют христианство. Большинство из них являются членами Балуанской коренной христианской объединённой церкви (англ. Baluan Native Christian United Church), основанной в 1951 году Палиау Малоатом. В основе её идеологии лежит представление о том, что Иисус Христос был судим австралийцем, а все страны, которое плохо относились к жителям Новой Гвинеи рано или поздно предстанут перед божьим судом. Поэтому, если Австралия не изменит своего отношения к папуасам, она повторит путь Германии и Японии, потерпевших поражение во Второй мировой войне. Пока же США от имени Бога выступает освободителем. Фактически появление этого религиозного движения стало ответом на притеснения островитян со стороны колониальной администрации в лице Австралии.